# Tiếng Ba Tư Iran
Tiếng Ba Tư Iran hoặc Tây Ba Tư, Parsi (tiếng Ba Tư: فارسی) là phương ngữ được sử dụng rộng rãi nhất của tiếng Ba Tư. Nó là ngôn ngữ chính thức của Iran và cũng được nói bởi các nhóm thiểu số khác nhau ở Iraq và các quốc gia vùng Vịnh Ba Tư. Đây là một trong ba phương ngữ chính của tiếng Ba Tư. Hai phương ngữ còn lại là tiếng Dari và tiếng Tajik.

## Phân bố
Tiếng Ba Tư Iran được nói ở Iran, nhưng cũng được nói ở Afghanistan và Pakistan và một số quốc gia thuộc Vịnh Ba Tư (Bahrain, Iraq, Oman, Cộng hòa Dân chủ Nhân dân Yemen, các Tiểu vương quốc Ả Rập Thống nhất) và bởi các cộng đồng di cư ở nhiều quốc gia trên thế giới, đặc biệt ở Hoa Kỳ.

## Phương ngữ
Tiếng Ba Tư Iran có các phương ngữ sau: Abadan, Araki, Bandar, Esfahan, Karbala, Kashan, Kerman, Mashhad, Qazvin, Shiraz, Tehran cổ, Yazd.
Tiếng Dari và tiếng Tajik gần như giống hệt nhau, với sự khác biệt nhỏ ở từ vựng. Tiếng Dari và Tajik được Ethnologue phân loại là thành viên trong "liên ngữ" (macro-language) Ba Tư.